# 235985 Dougrodgers
235985 Dougrodgers è un asteroide della fascia principale esterna. Scoperto nel 2005, presenta un'orbita caratterizzata da un semiasse maggiore pari a 2,945848 UA e da un'eccentricità di 0,107749, inclinata di 0,919280° rispetto all'eclittica.
Fa parte della famiglia di asteroidi Coronide.
Il suo nome è in onore di Douglas J. Rodgers, computing engineer che ha lavorato come Science Operations Center Coordinator per la missione Parker Solar Probe.